# Tarsipes rostratus
El falangero mielero o nulbengar (Tarsipes rostratus) es un marsupial diprotodonto que habita en el sudoeste de Australia y es el único miembro de la familia Tarsipedidae. El macho pesa de siete a once gramos, mientras que la hembra pesa de ocho a dieciséis; aproximadamente la mitad del peso de un ratón. Tienen un rango de tamaño corporal de 6.5 a 9 centímetros, y una esperanza de vida promedio entre uno y dos años.
Se alimenta de néctar y polen de una variedad de flores. Es un polinizador importante de Banksia attenuata, Banksia coccinea y Adenanthos cuneatus. Es uno de los pocos casos de mamíferos polinizadores.
No cuenta con parientes cercanos, y actualmente se encuentra clasificado como el único miembro del género Tarsipes y de la familia Tarsipedidae, pero algunos expertos consideran que podría ser elevada a una superfamilia dentro de Diprotodontia, o quizá a un taxón superior. Se piensa que es el único superviviente de un grupo ya extinto de marsupiales. Aunque se encuentra restringido a un área relativamente pequeña en el oeste de Australia, es bastante común y no parece encontrarse amenazado, siempre y cuando su hábitat se mantenga intacto y diverso.